# Tröllkerling
Tröllkerling är en bergstopp i republiken Island. Den ligger i regionen Västlandet, 110 km nordväst om huvudstaden Reykjavík. Toppen på Tröllkerling är 873 meter över havet.
Runt Tröllkerling är det mycket glesbefolkat, med 2 invånare per kvadratkilometer. Närmaste större samhälle är Ólafsvík, omkring 19 kilometer väster om Tröllkerling. Trakten runt Tröllkerling består i huvudsak av gräsmarker.